# Joseph Pulitzer
Joseph Pulitzer (n. 10 aprilie 1847, Macău, Austro-Ungaria – d. 29 octombrie 1911, Charleston, Carolina de Sud, SUA) a fost un jurnalist și editor american, născut în Austro-Ungaria, de unde a emigrat de foarte tânăr.

## Biografie
Pulitzer s-a născut în anul 1847 la Macău, oraș situat pe Mureș, în familia înstărită a lui Fülop Pulitzer, un evreu care se ocupa cu comerțul de cereale. Mama lui Joseph Pulitzer, născută Elise Berger, a fost germană de religie catolică, originară din regiunea Seghedinului (v. Szeged).   Fratele său mai tânăr, Albert, s-a decis să devină preot catolic. După ce familia s-a mutat la Budapesta, Pulitzer a urmat cursurile unei școli private. La vârsta de 17 ani a fost găsit inapt pentru serviciul militar în armata austriacă de a servi în legiunea străină. În cele din urmă se înrolează la Hamburg ca militar în armata SUA. Ajuns în 1864 în Boston va face parte din regimentul 1 de cavalerie New-York, care era format în cea mai mare parte din germani, și va lupta de partea Statelor din Nord în Războiul civil american. Vorbea foarte bine germana și franceza, mai puțin limba engleză. După o serie de ocupații de ocazie ca hamal, chelner, devine în anul 1867 cetățean american, în acel timp vorbea deja excelent limba engleză terminând studiile în drept.

## Jurnalist și editor
În căutare de muncă va ajunge în St. Louis, Missouri, unde va fi angajat de Carl Schurz ca reporter la ziarul în limba germană „Westliche Post“. În 1873, când a plecat de la redacția ziarului, Pulitzer era deja editor și partener în proprietatea ziarului. În primăvara anului 1871 se va căsători în biserica „Protestant Episcopal Church“ cu Kate Davis, o damă din înalta societate din Washington. O perioadă va fi corespondent la ziarul „New York Sun”, cumpără în 1878 cotidianul „St. Louis Evening Dispatch“ și fuzionează în 1881 cu „Evening Post“ luând naștere ziarul „St. Louis Post-Dispatch“. În 1883 va cumpăra ziarul „New York World“ care era în pragul falimentului, și care sub conducerea lui devine unul dintre ziarele cele mai importante din țară, cu un tiraj de 600.000 de exemplare. În ziar apar articole senzaționale, concepute briliant, reportaje despre corupția regimului sau alte afaceri dubioase. Printr-o propagandă reușită, Pulitzer va obține fondurile necesare pentru construirea soclului Statuii Libertății. În lupta de concurență, redacțiile altor ziare, ca de exemplu „New York Sun“, îl vor ataca în anul 1890 personal pe Pulitzer, care bolnav probabil de diabet se retrage din lumea presei, în anul 1890, la vârsta de 43 de ani, aproape orb. Totuși el va controla mai departe redacția ziarului, cu care comunică sub o formă codificată. În anul 1895 va apare tiparul colorat, prima imagine tipărită color va fi un băiat cu tricoul galben „The Yellow Kid“.
În anul 1895 William Randolph Hearst cumpără ziarul „New York Morning Journal“ și va urma stilul mentorului său Pulitzer de redactare a articolelor. Între anii 1896 - 1898 a fost o campanie fără precedent între jurnalele „World“ a lui Pulitzer și „Journal“, tema fiind lupta de independență a Cubei împotriva regimului colonial spaniol. În anii următori, Pulitzer se distanțează de stilul de a redacta articole senzaționale și necruțătoare, ceea ce îi va produce probleme financiare. În anul 1909, ziarul va dezvălui scandalul în legătura corupția regimului Theodore Roosevelt la construirea canalului Panama, care era construit de compania „French Panama Canal Company“. Pulitzer va fi acuzat pentru defăimare de Roosevelt și de omul de afaceri J. P. Morgan. Procesul a fost câștigat de Pulitzer, care a devenit popular prin demonstrarea libertății presei. Din punct de vedere politic, Pulitzer era republican, iar în 1885 el va face parte din camera reprezentanților.

## Testament
În anul 1892 Pulitzer donează bani pentru fondarea unei școli de jurnalistică, care n-a fost aprobată. De acea a lăsat el prin testament suma de 2 milioane de dolari pentru fondarea unei școli de jurnalism, „School of Journalism“ și unui premiu jurnalistic. Abia în anul 1912, la un an după moartea sa, a fost înființată facultatea de jurnalistică „Columbia University” și, din anul 1917, a fost decernat anual premiul Pulitzer.